# Saki Aibu
Saki Aibu (jap. 相武 紗季 Aibu Saki) (ur. 20 czerwca 1985 w Takarazuce) – japońska aktorka filmowa, teatralna, telewizyjna i głosowa.
3 maja 2016 ogłosiła swój ślub. Jej agencją filmową jest Box Corporation.

## Wybrana filmografia
- 2004: Koi no Kara Sawagi Drama Special
- 2007: Doraemon: Nobita no shin makai daibôken – Miyoko Mangetsu (głos)
- 2008: Zettai Kareshi – Riiko Izawa
- 2009: Zettai Kareshi SP – Riiko Izawa
- 2009: Buzâ bîto: Gakeppuchi no hîrô – Natsuki Nanami
- 2012: Rich Man, Poor Woman – Yoko Asahina
- 2013: Kanojo wa uso wo aishisugiteiru – Mari
- 2015: Garasu no Achi – Setsuko Koda